# 1012
Il 1012 (MXII in numeri romani) è un anno bisestile dell'XI secolo.

## Eventi
- 6 maggio - consacrazione della cattedrale di Bamberga, nella Germania occidentale
- 12 maggio - Fine del pontificato di Papa Sergio IV
- 13 maggio
  - Inizio del pontificato di Papa Benedetto VIII
  - Iniziano i lavori di costruzione della Cattedrale di San Giovanni Evangelista (Duomo di Sansepolcro) a Sansepolcro in Toscana.

## Nati
- Dedi I di Lusazia, nobile tedesco († 1075)
- Marpa, tibetano († 1097)

## Morti
- 8 gennaio - Giovanni V bar Isa, vescovo cristiano orientale siro
- 1º aprile - Ermanno III di Svevia, nobile tedesco
- 10 aprile - Macario di Antiochia, vescovo armeno
- 19 aprile - Elfego di Canterbury, arcivescovo e santo anglosassone (n. 954)
- 12 maggio - Papa Sergio IV, papa, cardinale e vescovo italiano
- 9 giugno - Tagino di Magdeburgo, arcivescovo cattolico tedesco
- 6 agosto - Ōe no Masahira, poeta giapponese (n. 952)
- 23 ottobre - Arnolfo di Valenciennes, nobile fiammingo
- 28 dicembre - Reginfredo, vescovo longobardo
- Colmano di Stockerau, santo irlandese
- Giovanni IV di Gaeta, duca bizantino
- Giovanni di Crescenzio, nobile italiano
- Gregorio di Tuscolo, nobile e politico italiano
- Guido di Anderlecht, santo belga
- Ottone della Bassa Lorena, duca (n. 970)
- Ugo III di Lusignano, nobile franco
- Yusuf ibn Harun ar-Ramadi, poeta arabo (n. 917)
- Yehudah ben David Hayyuj, rabbino e linguista marocchino (n. 945)

## Calendario
| Calendario 1012 | Calendario 1012 | Calendario 1012 | Calendario 1012 | Calendario 1012 | Calendario 1012 | Calendario 1012 | Calendario 1012 | Calendario 1012 | Calendario 1012 | Calendario 1012 | Calendario 1012 | Calendario 1012 | Calendario 1012 | Calendario 1012 | Calendario 1012 | Calendario 1012 | Calendario 1012 | Calendario 1012 | Calendario 1012 | Calendario 1012 | Calendario 1012 | Calendario 1012 | Calendario 1012 | Calendario 1012 | Calendario 1012 | Calendario 1012 | Calendario 1012 | Calendario 1012 | Calendario 1012 | Calendario 1012 | Calendario 1012 | Calendario 1012 |
| --------------- | --------------- | --------------- | --------------- | --------------- | --------------- | --------------- | --------------- | --------------- | --------------- | --------------- | --------------- | --------------- | --------------- | --------------- | --------------- | --------------- | --------------- | --------------- | --------------- | --------------- | --------------- | --------------- | --------------- | --------------- | --------------- | --------------- | --------------- | --------------- | --------------- | --------------- | --------------- | --------------- |
|                 | 1               | 2               | 3               | 4               | 5               | 6               | 7               | 8               | 9               | 10              | 11              | 12              | 13              | 14              | 15              | 16              | 17              | 18              | 19              | 20              | 21              | 22              | 23              | 24              | 25              | 26              | 27              | 28              | 29              | 30              | 31              |                 |
| Gennaio         | Ma              | Me              | Gi              | Ve              | Sa              | Do              | Lu              | Ma              | Me              | Gi              | Ve              | Sa              | Do              | Lu              | Ma              | Me              | Gi              | Ve              | Sa              | Do              | Lu              | Ma              | Me              | Gi              | Ve              | Sa              | Do              | Lu              | Ma              | Me              | Gi              |                 |
| Febbraio        | Ve              | Sa              | Do              | Lu              | Ma              | Me              | Gi              | Ve              | Sa              | Do              | Lu              | Ma              | Me              | Gi              | Ve              | Sa              | Do              | Lu              | Ma              | Me              | Gi              | Ve              | Sa              | Do              | Lu              | Ma              | Me              | Gi              | Ve              |                 |                 |                 |
| Marzo           | Sa              | Do              | Lu              | Ma              | Me              | Gi              | Ve              | Sa              | Do              | Lu              | Ma              | Me              | Gi              | Ve              | Sa              | Do              | Lu              | Ma              | Me              | Gi              | Ve              | Sa              | Do              | Lu              | Ma              | Me              | Gi              | Ve              | Sa              | Do              | Lu              |                 |
| Aprile          | Ma              | Me              | Gi              | Ve              | Sa              | Do              | Lu              | Ma              | Me              | Gi              | Ve              | Sa              | Do              | Lu              | Ma              | Me              | Gi              | Ve              | Sa              | Do              | Lu              | Ma              | Me              | Gi              | Ve              | Sa              | Do              | Lu              | Ma              | Me              |                 |                 |
| Maggio          | Gi              | Ve              | Sa              | Do              | Lu              | Ma              | Me              | Gi              | Ve              | Sa              | Do              | Lu              | Ma              | Me              | Gi              | Ve              | Sa              | Do              | Lu              | Ma              | Me              | Gi              | Ve              | Sa              | Do              | Lu              | Ma              | Me              | Gi              | Ve              | Sa              |                 |
| Giugno          | Do              | Lu              | Ma              | Me              | Gi              | Ve              | Sa              | Do              | Lu              | Ma              | Me              | Gi              | Ve              | Sa              | Do              | Lu              | Ma              | Me              | Gi              | Ve              | Sa              | Do              | Lu              | Ma              | Me              | Gi              | Ve              | Sa              | Do              | Lu              |                 |                 |
| Luglio          | Ma              | Me              | Gi              | Ve              | Sa              | Do              | Lu              | Ma              | Me              | Gi              | Ve              | Sa              | Do              | Lu              | Ma              | Me              | Gi              | Ve              | Sa              | Do              | Lu              | Ma              | Me              | Gi              | Ve              | Sa              | Do              | Lu              | Ma              | Me              | Gi              |                 |
| Agosto          | Ve              | Sa              | Do              | Lu              | Ma              | Me              | Gi              | Ve              | Sa              | Do              | Lu              | Ma              | Me              | Gi              | Ve              | Sa              | Do              | Lu              | Ma              | Me              | Gi              | Ve              | Sa              | Do              | Lu              | Ma              | Me              | Gi              | Ve              | Sa              | Do              |                 |
| Settembre       | Lu              | Ma              | Me              | Gi              | Ve              | Sa              | Do              | Lu              | Ma              | Me              | Gi              | Ve              | Sa              | Do              | Lu              | Ma              | Me              | Gi              | Ve              | Sa              | Do              | Lu              | Ma              | Me              | Gi              | Ve              | Sa              | Do              | Lu              | Ma              |                 |                 |
| Ottobre         | Me              | Gi              | Ve              | Sa              | Do              | Lu              | Ma              | Me              | Gi              | Ve              | Sa              | Do              | Lu              | Ma              | Me              | Gi              | Ve              | Sa              | Do              | Lu              | Ma              | Me              | Gi              | Ve              | Sa              | Do              | Lu              | Ma              | Me              | Gi              | Ve              |                 |
| Novembre        | Sa              | Do              | Lu              | Ma              | Me              | Gi              | Ve              | Sa              | Do              | Lu              | Ma              | Me              | Gi              | Ve              | Sa              | Do              | Lu              | Ma              | Me              | Gi              | Ve              | Sa              | Do              | Lu              | Ma              | Me              | Gi              | Ve              | Sa              | Do              |                 |                 |
| Dicembre        | Lu              | Ma              | Me              | Gi              | Ve              | Sa              | Do              | Lu              | Ma              | Me              | Gi              | Ve              | Sa              | Do              | Lu              | Ma              | Me              | Gi              | Ve              | Sa              | Do              | Lu              | Ma              | Me              | Gi              | Ve              | Sa              | Do              | Lu              | Ma              | Me              |                 |